# Ausgleichweiher Beyenburg
Der Ausgleichsweiher Beyenburg war ein Aufstau der Wupper im Wuppertaler Ortsteil Beyenburg.
Errichtet wurde der Ausgleichweiher 1898–1900 von der Wupper-Talsperren-Genossenschaft (Rechtsvorgängerin des Wupperverbandes), er war zu dieser Zeit nach der Ausgleichweiher Dahlhausen und dem Ausgleichweiher Buchenhofen der dritte große Aufstau im Lauf der Wupper. Er besaß einen Stauinhalt von 72.000 m³ und diente dem Hochwasserschutz.
Der Ausgleichsweiher bestand bis 1950 und wurde durch den Beyenburger Stausee, der 1954 in Betrieb genommen wurde, ersetzt. Der Neubau wurde nötig, da der Ausgleichweiher die Aufgabe als Hochwasserschutzanlage nicht mehr ausreichend erfüllen konnte.